# Tyndall-effect

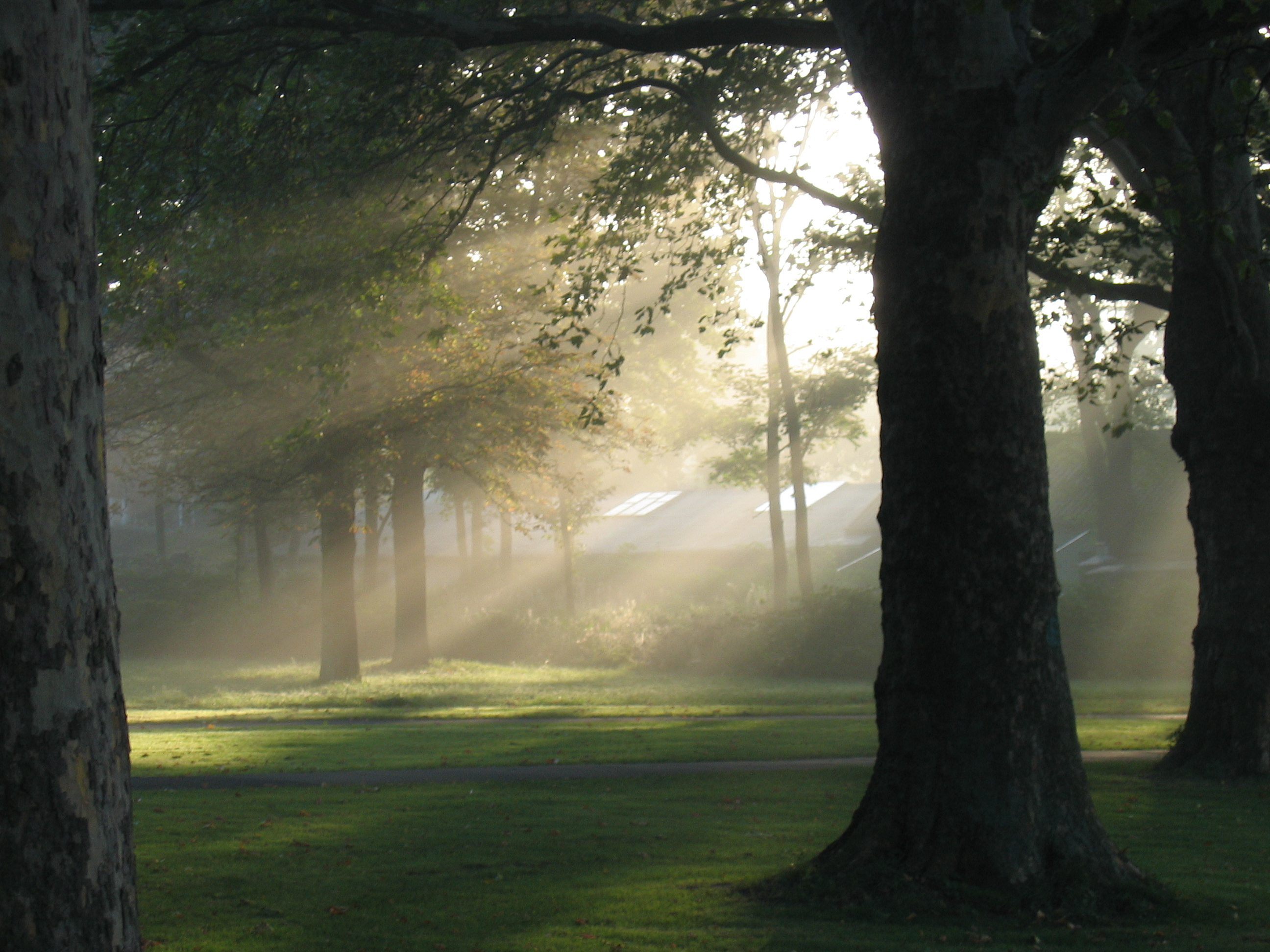
Verstrooiing van het zonlicht in de mist van een vochtig bos

Het tyndall-effect is de elastische verstrooiing van licht door vaste deeltjes, waarbij de verstrooiende deeltjes groter zijn dan de golflengte van het betreffende licht. Het effect is vooral bekend van colloïdale oplossingen en suspensies.
Het verschil met rayleigh-verstrooiing is het formaat van de verstrooiende deeltjes. Bij rayleigh-verstrooiing is er sprake van een verstrooiing door individuele moleculen of deeltjes, die veel kleiner zijn dan de golflengte van het licht. De tyndall-verstrooiing wordt het best beschreven door varianten van de theorie van Gustav Mie.
Kleinere golflengtes worden meer verstrooid (omgekeerd evenredig met de vierde macht van de golflengte) dan grotere, waardoor een blauwe waas ontstaat bij invallend wit licht. Ook de blauwe kleur van een heiige atmosfeer bij opvallend licht wordt door het tyndall-effect verklaard. Het onderscheid met reflectie door bijvoorbeeld rookdeeltjes of ijskristalletjes in wolken is dat de individuele deeltjes bij het tyndall-effect niet zichtbaar zijn. Reflectie is niet afhankelijk van de golflengte, waardoor wolken en rook grijs of wit zijn.
Analyse van de tyndall-verstrooiing is een geschikte methode voor de bepaling van de grootte van de verstrooiende deeltjes.
Een andere bron van verstrooiing is raman-verstrooiing. Hierbij is sprake van inelastische verstrooiing van het licht, wat resulteert in een grotere golflengte van het verstrooide licht. Raman-spectra worden gebruikt als analysemethode, omdat ze afhankelijk zijn van de aard van de verstrooiende deeltjes. In de praktijk speelt raman-verstrooiing een geringe rol; slechts een van de tien miljoen botsingen van fotonen is inelastisch. Tyndall-verstrooiing is bij deze analysemethode een storende factor, die wordt uitgeschakeld door ultrafiltratie van de oplossing.
Het verschijnsel is voor het eerst beschreven door de Ier John Tyndall.